# Проникнення між грудьми

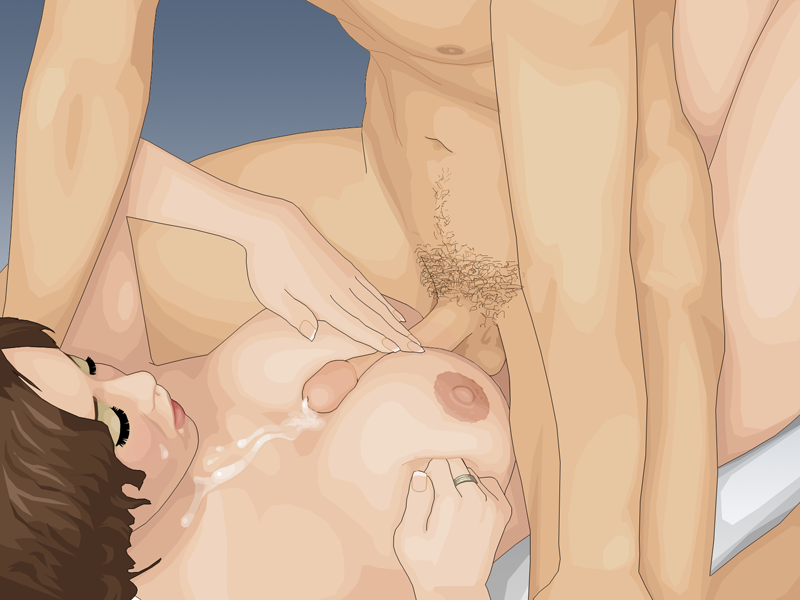
Практика проникнення між грудьми

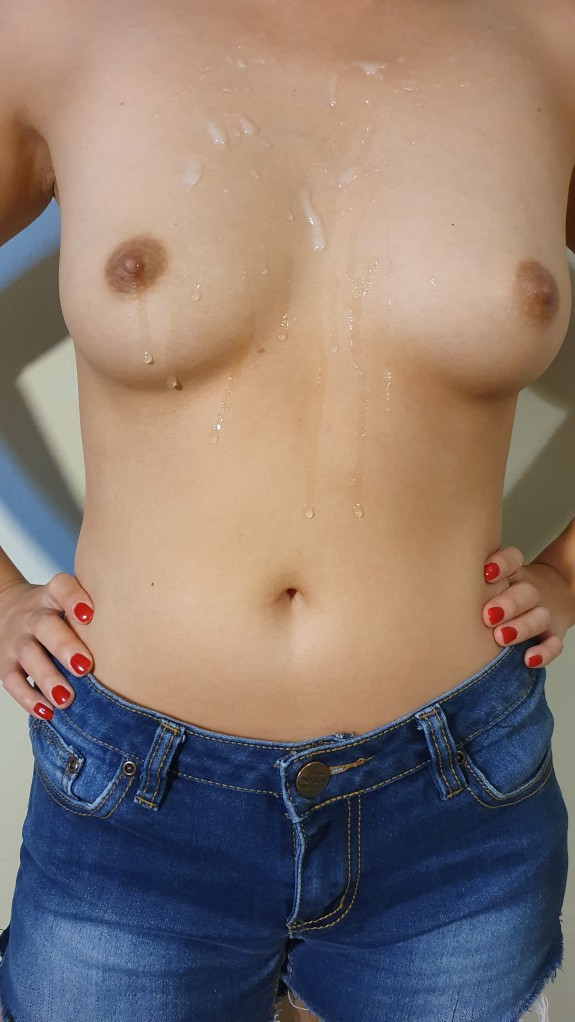
Сперма на жіночих грудях

Прони́кнення між грудьми́ — статевий акт, який може бути прелюдією або як варіант сексу без проникнення, який включає стимуляцію статевого члена жіночими грудьми. Як правило партнер розміщує пеніс між грудьми партнерки, яка може стискувати груди для додаткової стимуляції. Проникнення між грудьми може поєднуватися з оральним сексом (мінетом).

## Сленгові терміни
Відоме як titty-fucking або titfuck в США, а також tit wank або French fuck у Великій Британії. В японській секс-індустрії використовується термін パイズリ (paizuri) (від おっぱい (Oppai), жаргонне слово для грудей). В Італії найбільш часто використовувана назва spagnola (італійське слово іспанський). також Проникнення між грудьми називають "Інтрамамарний секс".

## Порноіндустрія
У порноіндустрії проникнення між грудьми з наступним сім'явиверженням називають «перлове намисто».

## Безпечний секс
Під час сексу з проникненням між грудьми ризик передачі інфекцій, що передаються статевим шляхом і СНІД значно зменшується. У разі, якщо партнерка має великий розмір грудей під час проникнення між грудьми, партнер переживає відчуття як під час вагінального сексу.